# Łowicz (comune rurale)
Łowicz è un comune rurale polacco del distretto di Łowicz, nel voivodato di Łódź.
Ricopre una superficie di 133,38 km² e nel 2004 contava 7 432 abitanti.
Il capoluogo è Łowicz, che non fa parte del territorio ma costituisce un comune a sé.

## Località
Il comune è formato dall'insieme delle seguenti località:
of Bocheń, Dąbkowice Dolne, Dąbkowice Górne, Guźnia, Jamno, Jastrzębia, Klewków, Małszyce, Mystkowice, Niedźwiada, Ostrów, Otolice, Parma, Pilaszków, Placencja, Popów, Strzelcew, Świące, Świeryż Drugi, Świeryż Pierwszy, Szczudłów, Urbańszczyzna, Wygoda, Zabostów Duży, Zabostów Mały, Zawady e Zielkowice.